# William Edward Forster
William Edward Forster (ur. 11 lipca 1818, zm. 6 kwietnia 1886) – brytyjski polityk, członek Partii Liberalnej, minister w rządach Williama Ewarta Gladstone’a.
Był synem Williama i Ann Forsterów. Wykształcenie odebrał w kwakierskiej szkole w Tottenham. Po ukończeniu nauki rozpoczął pracę w przemyśle włókienniczym w Bradford w hrabstwie Yorkshire. W 1850 r. poślubił Jane Arnold. Ponieważ nie była ona kwakierką, Forster został usunięty z kongregacji. Został wówczas członkiem Kościoła Anglii. William i Jane nie mieli razem dzieci. W 1859 r. adoptowali czworo dzieci brata Jane, Williama Arnolda. Jednym z nich był późniejszy unionistyczny polityk, Hugh Arnold-Forster.
W 1859 r. bez powodzenia startował w wyborach parlamentarnych w okręgu Leeds. W 1861 r. uzyskał mandat parlamentarny z okręgu Bradford. Od 1885 r. reprezentował okręg wyborczy Bradford Central. Brał aktywny udział w debatach parlamentarnych na temat amerykańskiej wojny secesyjnej. W latach 1865–1866 był podsekretarzem stanu w Ministerstwie Kolonii.
Po powrocie Partii Liberalnej do władzy w 1868 r. Forster został wiceprzewodniczącym Komitetu Edukacji. 17 lutego 1870 r. przedstawił projekt Elementary Education Act, która zakładała powołanie rad szkolnych. W 1872 r. brał udział w przygotowaniu i przeprowadzeniu przez parlament Ballot Act, który wprowadzał zasadę tajności głosowania. Po porażce liberałów w 1874 r. utracił stanowisko wiceprzewodniczącego. W 1875 r. został członkiem Royal Society i rektorem Uniwersytetu Aberdeen.
W 1880 r. został Głównym Sekretarzem Irlandii. W tym czasie narastał konflikt między angielskimi władzami w Irlandii a nacjonalistyczną Ligą Ziemską. W 1881 r. Forster doprowadził do uchwalenia Coercion Act, który przyznawał władzom prawo do uwięzienia bez wyroku sądowego osób „niebezpodstawnie podejrzanych” o popełnienie przestępstw. Ustawa stała się przedmiotem krytyki irlandzkich deputowanych w Izbie Gmin. W 1881 r. aresztowano lidera irlandzkich nacjonalistów, Charlesa Stewarta Parnella. Kiedy Gladstone zadecydował o jego uwolnieniu w 1882 r. Forster podał się do dymisji.
Zmarł w 1886 r. Wkrótce po jego śmierci gabinet Gladstone’a przedstawił w parlamencie Home Rule Bill, która miała nadać Irlandii autonomię, czemu Forster był stanowczo przeciwny.